# قصر الحورية
قصر الحورية هو مركز سياحي تاريخي يعود للعهد العثماني، يقع في قرية اللقية البدوية شمال النقب. يعود المبنى لعائلة أبو قرن، وتديره أمل أبو قرن، ابنة العائلة. بُني المبنى بأسلوب بناء صديق للبيئة باستخدام الطوب اللبن والقش. في عام 2008، أُعيد افتتاحه بعد هجره عام 1990، وهو مشروع سياحي اجتماعي واقتصادي يدعم تمكين المرأة البدوية وتحسين وضعها.

## تاريخه

### تاريخ عائلة أبو قرن
في أوائل القرن الثامن عشر، كان أحد الأجداد يبيع التوابل في غزة، وخلال عمله، قدم إلى منطقتي اللقية وبئر السبع، ونظراً لنجاحه التجاري، قرر البقاء هناك. وعندما أصبح غنياً، قرر بناء منزل فخم للعائلة وأنشأ فيه دكاناً. لجأ إلى حرفي مسيحي صممه وبنى له المنزل مقابل بضعة كيلوغرامات من الذهب. وهكذا أصبح أول خان في منطقة النقب. وخلال الحروب، كان ملجأً لمعظم سكان القرية. في أوائل القرن التاسع عشر، كانت هناك عدة محاولات للاستيلاء على المبنى من عائلات أخرى، ولكن دون جدوى. في عام 1978، حاولت الحكومة الاستيلاء على أراضي القصر، لكن العائلة انتصرت في المحكمة العليا.

### اصل الاسم
في البداية، سُمي المبنى "قصر الحج" حسب ما سموه أهل القرية. بعد وفاة جدة أمل، تقرر تسمية القصر باسمها لاهتمامها بالحفاظ على القصر وتطويره.

## البناء
قصر الحورية، الذي شُيّد جزئيًا في سفح أحد المرتفعات، مُقسّم إلى مساحات تفصلها أقواس، حيث كانت تعيش العائلات. في الوسط، كانت الحمير والخيول والأغنام، وعلى الجانب كانت تُخزّن مواد غذائية متنوعة. يتكون سقف المبنى من ثلاث طبقات: الأولى من جذوع وأغصان أشجار الصنوبر، والثانية من شجيرات التنان، والثالثة من الطين والقش. يحتاج المبنى إلى صيانة سنوية. كما كان يضم حمامًا وبئر ماء، رمزان للثراء والترف.

## الموقع اليوم
اليوم، يُعدّ الموقع مركزًا للزوار، تُستضاف فيه محاضرات تتناول المرأة البدوية وأحوالها، وقصة القصر، وقصة حياة مديرته أمل. ويشارك الموقع في المهرجانات البدوية التي تُقام سنويًا. ويتمتع بالضيافة البدوية. كما تُعقد ورش عمل لصناعة المجوهرات، ومأكولات بدوية، وغيرها الكثير. المبنى متاح لاستخدام الجمهور وفعالياتهم.